# Volkssternwarte Singen
Die Astronomische Arbeitsgemeinschaft der Volkssternwarte Singen e.V. (VSS) ist eine von einer Gruppe Amateurastronomen 1983 gegründete Volkssternwarte in Singen am Hohentwiel.
Das Aktivitätsgebiet umfasst besonders die Region des Hegaus. Wie jede Volkssternwarte versuchen die Mitglieder, die Faszination des Nachthimmels an andere weiterzugeben.

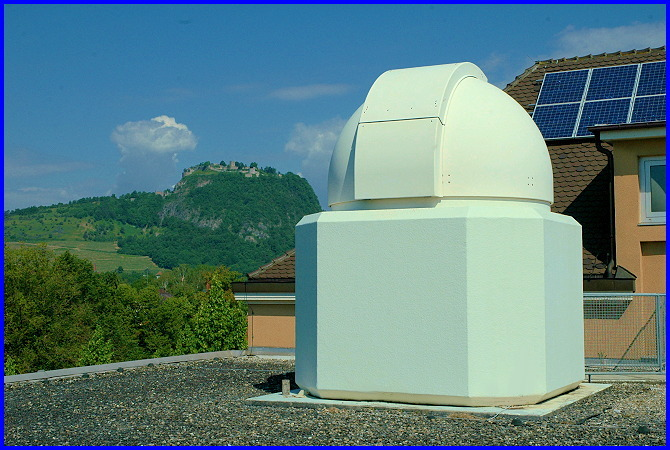
Kuppel der Sternwarte Singen

## Observatorium
Die Sternwarte liegt im südwestlichen Bereich von Singen, wo sich auf dem Dach der Zeppelin-Realschule die Instrumentenkuppel befindet.

## Instrumente
| Typ                                       | Öffnungsweite | Brennweite |
| ----------------------------------------- | ------------- | ---------- |
| Star-12-ED-Refraktor                      | 12 cm         | 101,6 cm   |
| Schmidt-Cassegrain-Teleskop, Celestron 11 | a = 28 cm     | f = 280 cm |